# Keleti-kőfejtő 9. sz. barlang
A Keleti-kőfejtő 9. sz. barlang Budapest III. kerületében, a Duna–Ipoly Nemzeti Parkban lévő Budai Tájvédelmi Körzetben található egyik barlang.

## Leírás
A budai termálkarszt K-i részén, a Mátyás-hegy DK-i felhagyott, kétszintes kőfejtőjének alsó bányaszintjén, a bányaszint K-i, jobb oldali részén, a bányába vezető ösvény mellett balra, 215 m tengerszint feletti magasságban van a bejárata. A Keleti-kőfejtő 9. sz. barlangtól D-re található a Keleti-kőfejtő 10. sz. barlang. Bejárata természetes jellegű, de bányászat miatt nyílt meg, lapos, szabálytalan alakú és vízszintes tengelyirányú. A réteglap mellett keletkezett, lapos barlang 2,5 m hosszú. Megtekintéséhez engedély kell, de barlangjáró alapfelszerelés nélkül, könnyen járható.
Előfordul a Keleti-kőfejtő 9. sz. barlang az irodalmában 9-es barlang (Acheron 1993), 9. sz. barlang (Kárpát 1984), 9.sz. barlang (Kárpát 1984), 9.sz.barlang (Kárpát 1984), 9. sz. üreg (Kárpát 1983), Keleti-kőfejtő 9. sz. barlangja (Leél-Őssy 1995) és Mátyás-h. DK. 9. barlang (Kárpát 1984) neveken is. Lehet, hogy a Mátyáshegyi 1. sziklaüreg (Bertalan 1976) és a Mátyás-hegyi 1. sz. sziklaüreg (Kordos 1984) nevek a Keleti-kőfejtő 9. sz. barlang névváltozatai.

## Kutatástörténet
Közelben lakó, idős emberek elmondása alapján sok üreg volt a kőfejtő talpszintjén akkor, amikor működött a kőbánya. A felső bányaudvar falán található sok kis barlang és a sok barlangindikáció, képződmény arra utal, hogy a kőfejtés egy nagy barlangot pusztított el, vagy a nagy barlang felső részét. A ma látható barlangok ennek a nagy barlangnak a maradványai. Az 1943. évi Barlangvilágból megtudható, hogy Bertalan Károly és Albert Béla, a Buda környéki barlangok módszeres feldolgozásának keretében, átkutattak a Mátyás-hegy és a Kecske-hegy kőfejtőiben lévő 14 kis üreget.
Az 1957. évi Földrajzi Értesítőben napvilágot látott, Leél-Őssy Sándor által írt tanulmányban meg vannak említve a mátyás-hegyi nagy kőfejtő üregei, amelyek nummuliteszes mészkőben alakultak ki. A tanulmányban lévő, a Budai-hegység barlangjainak földrajzi elhelyezkedését bemutató helyszínrajzon megfigyelhető a Mátyás-hegy nagy kőfejtőjében található üregek földrajzi elhelyezkedése. (Ezek az üregek a helyszínrajzon a hévizes eredetű barlangokhoz vannak sorolva.) Az 1958-ban kiadott, Budapest természeti képe című könyvben az olvasható, hogy a Mátyás-hegy D-re néző nagy kőfejtőjének falában vannak hévizes eredetű üregek. Az 1961-ben megjelent, Vitéz András és Pap Miklós által szerkesztett, Budapest című könyvben szó van arról, hogy a Mátyás-hegy DK-i oldalában található kőfejtőben üregeket láthat a kiránduló, melyek a Mátyás-hegyi-barlanghoz hasonlóak, de kis méretűek.
Az 1963. évi Karszt- és Barlangkutatási Tájékoztatóban publikált jelentésben meg van említve, hogy a BEAC Barlangkutató Csoport 1962-ben kutatta a Mátyás-hegy K-i kőfejtőjét. A kőfejtő sziklafalán látszik néhány nyílás, melyek közül kettő (jelenlegi állapotuk szerint) barlangnak nevezhető. Kutatásukkal még nem foglalkozott senki. Láng Gábor geológus feltérképezte az üregeket. Jellegzetes gömbfülkék utalnak az üregek hévizes eredetére. Kb. 4 m átmérőjű a legnagyobb. A Barit-barlang feltárásán kívül még két másik helyen is biztató a kutatás.
Az 1964. évi Karszt- és Barlangkutatási Tájékoztatóban szó van arról, hogy a Budapest III. kerületében elhelyezkedő Mátyás-hegy Dunára tekintő kőfejtőjében, 1963-ban találhatók régóta ismert üregmaradványok. Nagyon fel van töltődve a gömbfülkékből és hidrotermális hasadékokból álló üregrendszer. A BEAC Természetjáró Szakosztály Barlangkutató Csoportjának tagjai 1962-től végeznek feltáró munkát a kőfejtő néhány pontján. 1963-ban, kb. 200 órát dolgozva előre tudtak haladni több helyen. Úgy látták, hogy a helyzet biztató, de csak sok munkával érhetnek el eredményt. Tervezték, hogy 1964-ben folytatják a feltáró munkát a kőfejtőben. Elkezdték a hely kőzettani és ásványtani feldolgozását, a terület pontos felmérését, beszintezését és feltérképezését. Minden bizonnyal tavasszal befejezik a térképkészítő munkát.
Az 1966-ban kiadott, Budai-hegység útikalauz című könyvben az van írva, hogy a Mátyás-hegy másik (DK-i) kőfejtőjében (nem a Mátyás-hegyi-barlang kőfejtőjében) is vannak kis barlangüregek. 9 üreg vált ismertté ebben a kőbányában. Az 1972. évi Karszt és Barlangban közölve lett, hogy 1972. április 24-én (a Budapesti Rendőrfőkapitányság kérésére), eltűntek megtalálása miatt, a Barlangi Mentőszolgálat tagjai átvizsgálták a Mátyás-hegy keleti kőfejtőjének üregeit.
Az 1976-ban befejezett, Bertalan Károly által írt kéziratban szereplő, a Mátyás-hegy DK-i kőfejtőjében lévő barlangok közül lehet, hogy ez a barlang van röviden leírva Mátyáshegyi 1. sziklaüreg néven. A kéziratban az olvasható, hogy a Mátyáshegyi 1. sziklaüreg Budapest III. kerületében, a DK-i kőfejtő K-i teraszának peremén, a bányába vezető út bal oldalán található. 1943-ban szabad volt bejárata. A hévizes eredetű barlang kb. 3 m hosszú és kb. 2 m mély. A kézirat barlangra vonatkozó része 2 publikáció alapján lett írva. A Vass Imre Barlangkutató Csoport 1978. évi jelentésében az van írva, hogy a csoport több éve végzi a Mátyás-hegyen lévő K-i kőfejtő kutatását és térképezését. A kőfejtő néhány fülkéjét a fiatal csoporttagok 1978-ban megbontották, melynek eredményeként 2–3 m-rel meghosszabbítottak néhány fülkét, de nem értek el jelentős eredményt. Az 1982-ben napvilágot látott, Budai-hegység útikalauz című kiadvány szerint a Mátyás-hegy K-i oldalának kőbányájában vannak hévizes eredetű kis üregek.
Az Acheron Barlangkutató Szakosztály 1983-ban elkezdte kutatni és dokumentálni a kőfejtő üregeit. Kárpátné Fehér Katalin és Kárpát József 1983-ban megszerkesztették a Mátyás-hegy DK-i kőfejtőjének térképét, amelyen a Keleti-kőfejtő 4. sz. barlang elhelyezkedése és alaprajza is látszik. A barlang a térkép szerint 215 m tengerszint feletti magasságban helyezkedik el. Kárpát József ebben az évben rajzolt egy topográfiai térképet, amelyen látható a Mátyás-hegyi-barlang és a DK-i kőfejtő üregeinek elhelyezkedése. A térképen az üregek újra vannak számozva.
Az 1983. évi szakosztályi jelentés szerint a hegy geológiai viszonyai és a területen ismert barlangok, valamint üregek miatt itt valószínűleg a jelenleginél nagyobb üregrendszer van. A kőbánya üregeinek feltárásával lehetőség nyílhat a Mátyás-hegyi-barlangrendszer jobb megismerésére. Év elején, a területen, a szakosztály tagjai rendszeresen végeztek terepbejárásokat. A szakosztály kidolgozta a kőfejtő kutatási tervét. Az általuk ismert és az általuk megtalált szakirodalom alapján nem tudták az üregek neveit és számait beazonosítani. A 9. sz. üreget nem tudták komolyan kutatni (időhiány miatt). Az 1983. évi MKBT Beszámolóban megjelent egy jelentés a barlang kutatásáról és az 1983-ban rajzolt topográfiai térkép.
Kárpátné Fehér Katalin 1984-ben megszerkesztette a barlang alaprajz térképét és keresztmetszet térképét. A térképek 1:100 méretarányban mutatják be a barlangot. Az alaprajz térképen megfigyelhető a keresztmetszet elhelyezkedése a barlangban. A térképlapon, az alaprajz térkép használatához jelölve van az É-i irány. Az 1984. évi szakosztályi jelentésben az olvasható, hogy a Mátyás-hegy DK-i, már nem művelt kőfejtőjében van sok, hévizes eredetű üregrendszer, melyek eocén mészkőben és bryozoás márgában alakultak ki. 220–245 m tengerszint feletti magasságban vannak a kőfejtéskor feltárt barlangmaradványok. Ezek (a terület szomszédos barlangrendszereihez hasonlóan) tektonikus előkészítés és mélyből feltörő hévizek keveredési korróziója miatt jöttek létre. A Keleti-kőfejtő 9. sz. barlangnak a kőfejtő alsó bányaszintjén, a bányaszint K-i részén, 215 m tengerszint feletti magasságban van a bejárata. A réteglap mellett keletkezett, lapos barlang 2,5 m hosszú. A Keleti-kőfejtő 9. sz. barlangtól D-re található a Keleti-kőfejtő 10. sz. barlang. A jelentésben van egy olyan fénykép, amely bemutatja a Keleti-kőfejtő 9. sz. barlang bejáratát.

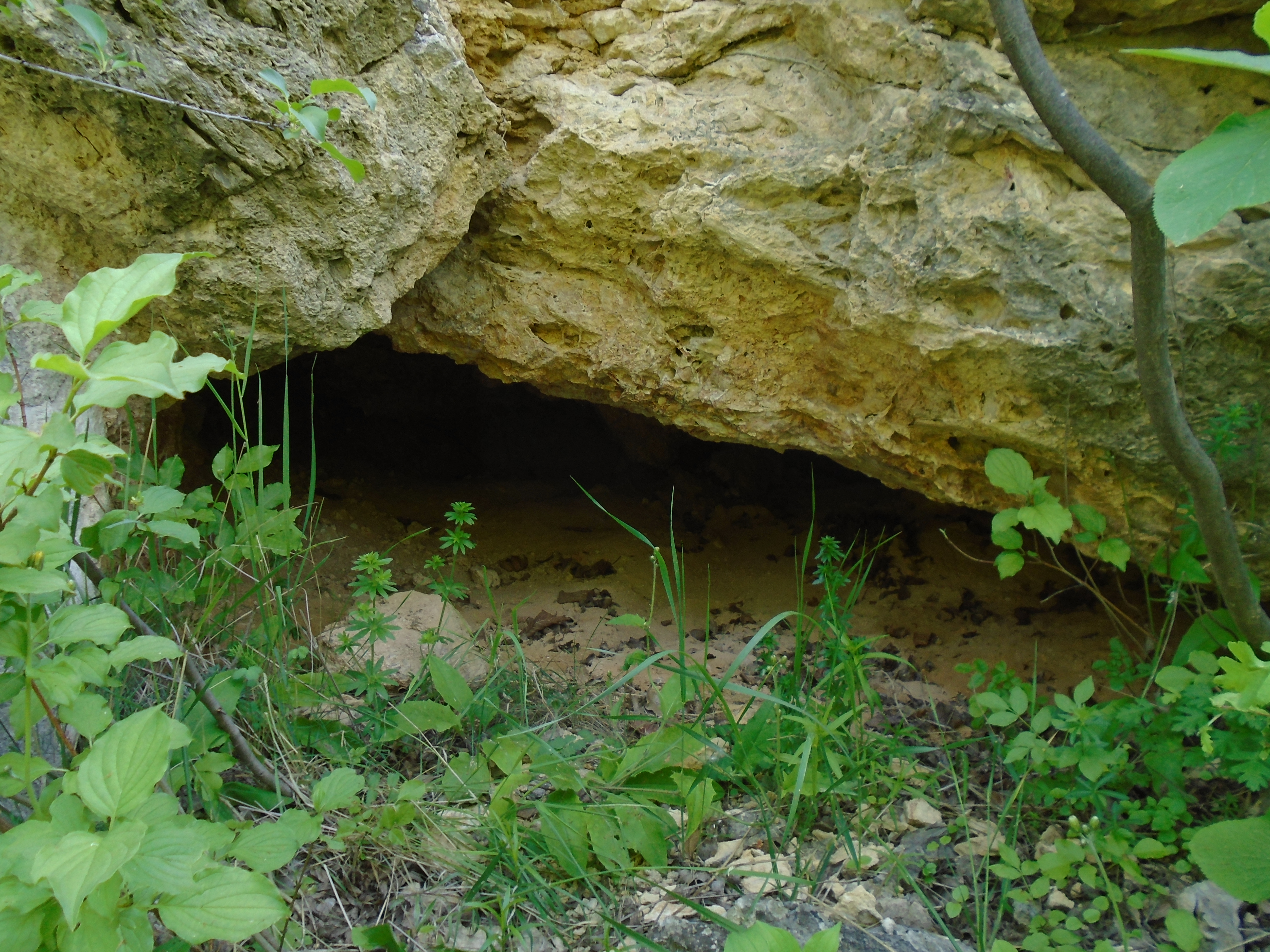
A Keleti-kőfejtő 9. sz. barlang bejárata

Az 1984. évi MKBT Beszámolóban publikálva lett a barlang leírása, 1984-ben rajzolt térképei és a DK-i kőfejtő 1983-ban készült topográfiai térképe. Az 1984-ben kiadott, Magyarország barlangjai című könyv országos barlanglistájában lehet, hogy ez a barlang szerepel a Budai-hegység barlangjai között, Mátyás-hegyi 1. sz. sziklaüreg néven. A listához kapcsolódóan látható a Dunazug-hegység barlangjainak földrajzi elhelyezkedését bemutató 1:500 000-es méretarányú térképen az említett barlang földrajzi elhelyezkedése. Az 1987. évi szakosztályi jelentésben az van írva, hogy a Keleti-kőfejtő 9. sz. barlang szép gömbüstök sorából álló, 3 m mély, hévizes eredetű kürtő. A Rozsomák-lyuk jellegéhez hasonló. A Keleti-kőfejtő 9. sz. barlang végpontján, 80×50 cm-es szelvényben folytatható a bontás, de elképzelhető, hogy a kőzettörmelék kitermelése után szűk lesz szálkőzetben a járat.
Kraus Sándor 1992. november 7-én vizsgálta a barlangot. Feljegyzésében az olvasható, hogy ez az a barlang, amelyről a BUÉK fénykép is van. 215 m szinten, a felső bányaudvar szintjén van a barlang bejárata. Nagy mennyiségű kalcitszivacs és kevés borsókő található benne. A kb. 5 m hosszú barlangban, szép gömbfülkék és kiválások láthatók. A barlangtól É-ra, mellette megfigyelhető lilás breccsa, amelyet kiválás cementál. A barlang a szakosztály 1993. évi jelentése szerint 2,5 m hosszú. A jelentésbe bekerült egy olyan helyszínrajz, amelyen a kőfejtő barlangjainak elhelyezkedése látszik. A helyszínrajzon jelölve van a Keleti-kőfejtő 9. sz. barlang helye.
Az 1995. évi Földtani Közlönyben napvilágot látott tanulmányban az olvasható, hogy 1900 körül, a Pálvölgy környékén intenzív lett a kőbányászat, és emiatt tárták fel a DK-i kőfejtő barlangjait. A kőfejtő üregeinek egy részét a kőbányászat után tárták fel. Kb. 250 m a jelenleg ismert járathossz a kőfejtőben. A lefejtett járathossz nehezen becsülhető meg, de legalább még egyszer ennyi lehetett. A tanulmányban Keleti-kőfejtő 9. sz. barlangja a barlang neve. A kőfejtő alsó szintjének K-i peremén, az ösvény mellett van az üreg bejárata. A barlang egy csőszerű, hévizes akna, amely 4 m mélyre vezet. A tanulmányhoz mellékelve lett a Rózsadomb és környéke barlangjainak helyszínrajza, illetve a Mátyás-hegyen lévő, K-i kőfejtő barlangjainak helyszínrajza. A két helyszínrajzon jelölve van a Keleti-kőfejtő 9. sz. barlang helye.